# 玛丽亚·科诺普尼茨卡广场
玛丽亚·科诺普尼茨卡广场（波蘭語：Plac im. Marii Konopnickiej或Plac Marii Konopnickiej），全称苏瓦乌基镇玛丽亚·科诺普尼茨卡广场（波蘭語：Plac im. Marii Konopnickiej w Suwałkach），是位于波兰苏瓦乌基镇中心的广场，以波蘭實證主義詩人玛丽亚·科诺普尼茨卡的名字命名。广场外围建有不拘一格、古典主义的苏瓦乌基老建筑。

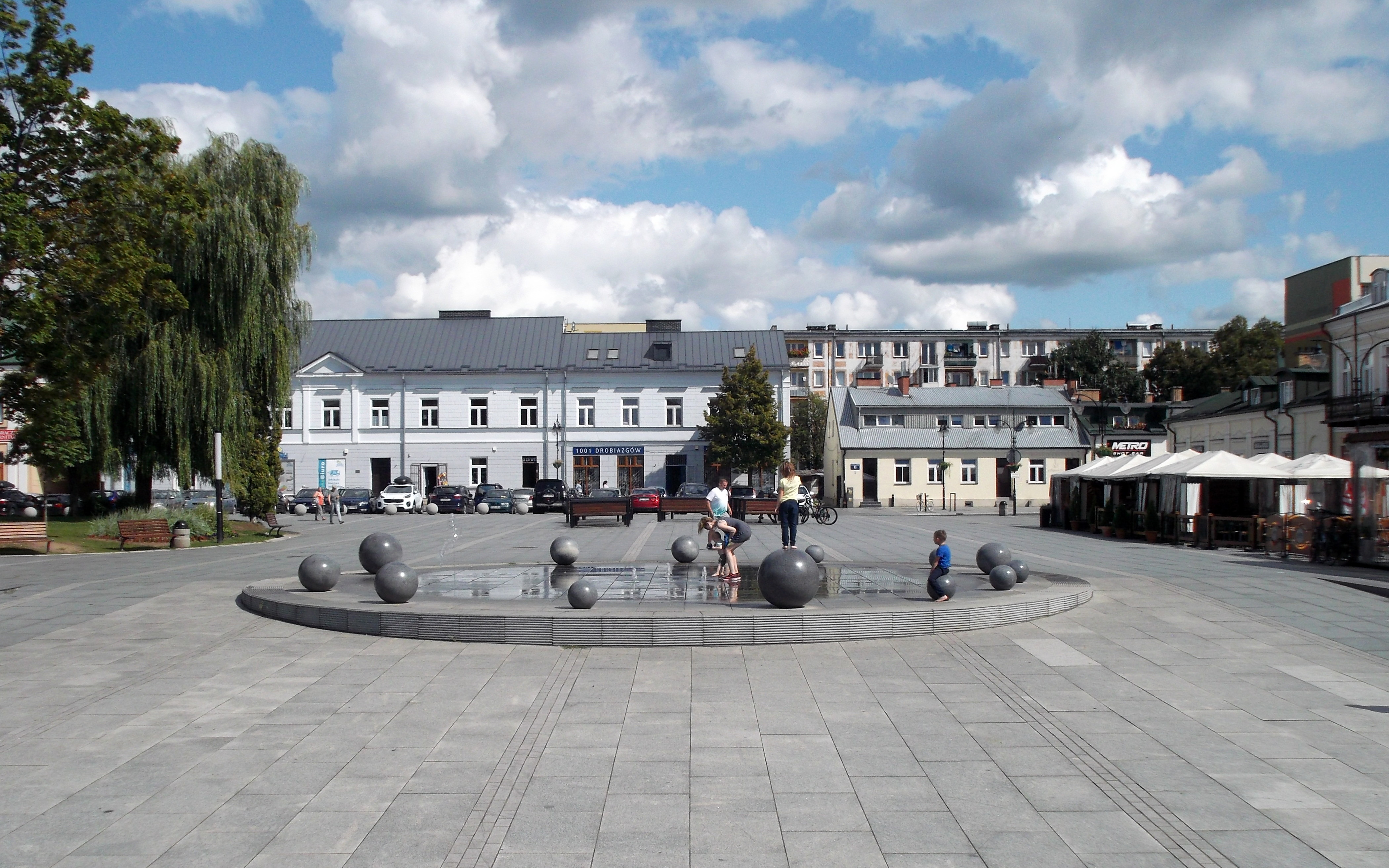
玛丽亚·科诺普尼茨卡广场东侧照